# William Henry Wesley
William Henry Wesley (* 23. August 1841 in Stapenhill, Staffordshire; † 17. Oktober 1922 im Burlington House, London) war ein englischer Lithograph.

## Leben und Wirken
William Henry Wesley besuchte die Grammar School in Ockbrook und erhielt Privatunterricht in Deutsch und Französisch. 1855 zog der Vater, selbst Lithograph, mit ihm nach London, wo er vom Kupferstecher Williams unterrichtet wurde. Seinen ersten Kontakt mit der akademischen Welt Londons hatte er 1862, als er Thomas Henry Huxley vorgestellt wurde, für den er zahlreiche Zeichnungen anfertigte. Im selben Jahr wurde er Mitglied der Anthropologischen Gesellschaft Londons. Es folgten weitere Arbeiten für St. George Mivart, William Henry Flower, John Lubbock, Barnard Davis, Richard Owen und andere Biologen.
1874 wurde er Assistant Secretary der Royal Astronomical Society und hatte diese Stelle 47 Jahre inne. Dort wurde er auch von Arthur Cowper Ranyard beauftragt, Zeichnungen der Korona von der Sonnenfinsternis 1871 herzustellen. Weitere Arbeiten auf dem Gebiet der Astronomie fertigte er unter anderem für Otto Boeddicker an und erarbeitete Karten der inneren Gebiete des Mondes, welche erst 1935 von Mary Adela Blagg und Karl Müller veröffentlicht wurden.